# Xalitla punctatissima
Xalitla punctatissima là một loài bọ cánh cứng trong họ Cerambycidae.